# Manda Björling
Manda Björling (15 de octubre de 1876-29 de febrero de 1960) fue una actriz teatral y cinematográfica de nacionalidad sueca.

## Biografía
Nacida en Estocolmo, Suecia, su nombre de nacimiento era Hedvig Amanda Lindroth. Björling debutó en el teatro en 1901. Actuó en Gotemburgo y en provincias entre los años 1904 y 1906. A partir de 1906 trabajó para la compañía teatral de August Falck en Estocolmo, aunque en 1911 y 1912 actuó en el Intima teatern, y entre 1917 y 1920 en el Lorensbergsteatern de Gotemburgo.
Björling llamó la atención por su papel en La señorita Julia. También destacó como Hermione en The Winter's Tale, Sigrid en Bröllopet på Ulvåsa, Henriette en Brott och brott, Alice en Dödsdansen, Laura en El padre, y Tekla en Fordringsägare. A partir de 1918 hizo giras por Escandinavia con su marido representando obras de Strindberg.
Björling se casó por vez primera con el director de oficina Carl Olof Björling. En 1909 volvió a casarse, en esta ocasión con el actor y director teatral August Falck, del cual se separó en 1936. Fruto de su primer matrimonio fue la actriz Renée Björling. Con Falck tuvo también un hijo, el director teatral Johan Falck. 
Manda Björling falleció en Estocolmo, Suecia, en 1960. Fue enterrada en el Cementerio Norra begravningsplatsen de esa ciudad.

## Teatro
- 1910 : Kamraterna, de August Strindberg, Strindbergs Intima Teater[3]
- 1911 : För mycken kärlek, de Georges de Porto-Riche, escenografía de Emil Grandinson, Intima teatern[4]
- 1912 : La señorita Julia, de August Strindberg, Folkets hus teater[5]
- 1917 : Den gröna fracken, de Gaston Arman de Caillavet y Robert de Flers, escenografía de Gustaf Linden, Lorensbergsteatern[6][7]

## Filmografía
- 1912 : Fröken Julie
- 1921 : Vallfarten till Kevlaar
- 1924 : Grevarna på Svansta
- 1925 : Två konungar